# 사냥 가설
사냥 가설(Hunting hypothesis)은 고생물학에서 인류의 진화가 상대적으로 크고 빠른 동물을 사냥하는 활동에 주로 영향을 받았으며, 사냥 활동이 인간 조상을 다른 사람족(호미닌)과 구별한다는 가설이다.
초기 인간이 사냥꾼이었다는 점은 논쟁의 여지가 없지만, 이 사실은 두 발로 걷는 생활과 석기 생산(약 250만 년 전)을 통해 초기 오스트랄로피테신에서 사람속이 출현하는 마지막 단계에서 중요했다. 또한 불에 대한 통제는 "사냥 가설"에서 강조되고, 인간의 잡식성 지위를 성공의 비결로 강조하는 시나리오에서는 덜 강조되며, 언어와 문화의 출현에서처럼 짝짓기 행동을 필수로 포함하는 사회적 상호작용도 강조된다.
사냥 가설을 옹호하는 사람들은 효과적인 사냥에 필수적인 도구 사용과 도구 제작이 인간 진화의 매우 중요한 부분이라고 믿는 경향이 있으며 언어와 종교의 기원을 사냥 맥락에서 추적한다.
여성들은 스스로 또는 집단적 집단 활동으로 사냥에 참여한 것으로 이론화되었다. 과거에는 여성이 낮지만 보장된 식품을 목표로 삼은 반면, 남성은 위험도가 높고 보상이 높은 식품을 목표로 삼은 것으로 추정된다. 채집 가설(gathering hypothesis)은 남성은 사냥을 통해 현 인류의 진화에 기여한 반면, 여성은 채집을 통해 진화에 기여했다는 견해이다. 많은 사람들의 비판을 받았지만, 이는 수렵과 채집이 모두 식량과 자원을 획득하는 패턴이었다는 단서를 제공한다.

## 같이 보기
- 아슐 문화
- 행동 현대성
- 호모 에르가스테르
- 수렵채집사회
- 킬러 유인원 가설
- 올도완 문화